# 대우 BV
대우 BV는 자일대우상용차의 전신인 새한자동차, 대우자동차, 대우중공업에서 1982년부터 1996년까지 생산되었던 대형 리어엔진 버스 차종으로 새한 BU의 후속 차종이다. 동종의 프론트엔진 버스 차종인 대우 BF와는 달리, 엔진이 후방부에 위치하여 있어, 도시형버스와 준고속버스 차종에 많이 이용된 차종으로 널리 활용되어 왔다.
대한민국에서는 단종되었지만, 대한민국 이외 국가로의 수출용 차량을 중심으로 아직도 생산되고 있다.

## 특징 및 주요 차종
자일대우 BV는 BF, BU, BR과 마찬가지로 차체의 뼈대 부분을 이스즈 자동차의 섀시와 바디 스타일을 그대로 활용하여 이용되어 왔으나 리어 엔진 버스로는 현대 RB와의 경쟁차종이기도 하며, 전작인 새한 BU와 동일한 차체에 해당된다.
차종은 BV101, BV113 등 2종류로 구성되어 있다.

### BV101 (1982년~1986년)
- 대우 BV101은 BR101을 토대로 전중문화 및 도시형 입석 버스화 하여, 1982년에 출시된 도시형버스 차종으로, BR101의 판매 부진으로 실패됨에 따른 후속 대책이자 가지치기 모델로 출시되었다.
- 이 때 당시 대우 BV101와 BS105의 전작 모델이자 BF101의 리어엔진 버스 차종이라는 애칭을 얻어 도시형 버스 차종의 표준화가 본격적으로 이루어지는 차종이기도 하다.
- 엔진은 BF101, BR101과 같은 6기통 D0846HM-V(7,255cc) 수직 실린더 엔진이 탑재되었으며, 서울 시내버스에서는 동년 10월 공항버스에서 125번 (現 6631번)과 128번 (現 605번)에 투입되었다.
- 하차벨 (콜부저) 형태는 1984년형까지 고무몰딩을 누르면 "다음 정류소에 정차합니다"라는 초록색 아크릴판 문구가 새겨진 하차벨을 적용하였으나, 1984년 하반기에 출시된 1985년형부터 외눈박이형 BS105와 같은 크롬도금 하차벨 형식으로 바뀌었고 외눈박이형 BS105와 동일한 2스포크 핸들로 바뀌었다.
- 1984년 10월에 1985년형으로 변경되었다.
- 대우 BV101 시내 자율 표준 도시형 버스 전중비형 중문 슬라이딩 자동문 차량,
- 대우 BV101 BR101 시내 도시형 버스 전중비형 중문 폴딩 차량,
- 대우 BV101 BR101 일반형 패널바디 시내 직행 좌석 버스 전비형,
- 대우 BV101 BR101 고급형 스테인레스바디 시내 직행 좌석 버스 전비형,
- 대우 BV101 BR101 일반형 대우 패널바디 시외 급행 버스 전비형,
- 대우 BV101 BR101 고급형 스테인레스바디 시외 급행 버스 전비형,
- 대우 BV101 BR101 일반형 대우 패널바디 시외 완행 버스 전비형,
- 대우 BV101 BR101 고급형 스테인레스바디 시외 완행 버스 전비형,
- 대우 BV101 BR101 일반형 패널바디 시외 직행 버스 전비형,
- 대우 BV101 BR101 고급형 스테인레스바디 시외 직행 버스 전비형,
- 대우 BV101 BR101 일반형 패널바디 관광 버스 전비형,
- 대우 BV101 BV101S BR101 패널바디 관광 버스 전비형,
- 대우 BV101 BV101S BR101 고급형 스테인레스바디 관광 버스 전비형,
- 대우 BV101 BV101 BR101 일반형 패널바디 자가용 버스 전비형,
- 대우 BV101 BV101S BR101 표준형 패널바디 자가용 버스 전비형,
- 대우 BV101 BV101S BR101 고급형 스테인레스바디 자가용 버스 전비형,
- 대우 BV101 BR101 시외 완행 버스 중비형 중문형 차량,
- 대우 BV101 BR101 시외 직행 버스 중비형 중문형 차량,
- 1984년 BR101와 BV101로 모델 차량 전중비형 시내자율버스, 전비형 시내직행좌석버스, 전비형 시외급행버스, 중비형 시외완행버스, 중비형 시외직행버스, 전비형 관광 자가용 버스, 사양 모델명이 같이 정리 통합되었다.
- BV101 전중문형과 BS105 전중문형과 시내버스 차량 모델과 차종과 곳이기도 하다.
- BV101 전문형과 BS105 전문형과 자가용버스 차량 모델과 차종이기도 하다.
- 주 수요로는 대도시 시내버스에서 많이 투입되었으며, BV101은 동종의 프론트엔진 버스인 BF101의 도입 금지가 확정된 이후부터 꾸준한 수요를 이어받다가, 1986년 2월 중순부터 후속 모델인 BS105 전중문형 시내버스가 출시되었는데도 불구하고 재고가 남아있어 병행생산하다가 1986년 4월에 공식으로 단종되었다.
- 이의 변종 차량이자 자가용형 사양인 BR101의 고급형 모델로 패널바디와 스테인레스 바디로 고급화한 BV101S도 1983년 7월에 출시하였으나 후속 모델인 BS105의 출시로 인하여 1986년 4월에 단종되었다.
- 가장 마지막으로 운행한 회사는 풍양운수 (현 오케이버스) 85번 (舊 5011번)에서 1995년 중후반까지 운행하였다.

### BV113 (1982년~1996년)
- BV113은 1982년 1월 SMC 새한 BV113 리어엔진버스 BH120과 BU110의 73SC 모노코크 차체와 새시 구조를 그대로 이어받아 생산된 차종으로 준 고속버스로는 현대자동차의 RB585와의 경쟁 상대를 맞추기 위한 차종으로, 엔진은 6기통 D2156HM-V(239마력, 10,350cc)를 얹었다.
- 기존의 BU110이 수평 배열 실린더 엔진이었던것과 달리 BV113은 수직 배열 실린더 엔진이어서 엔진룸의 부피가 커져 실내공간활용이 불리해졌으나 전장을 11.3M로 늘리면서 그것을 만회하였다.
- 많은 시외버스·관광버스 회사에서 도입하였던 차종 중의 하나이다.
- 1983년 3월에는 스테인레스 바디와 밀폐형 유리가 적용 가능한 고급 사양인 대우 BV 113S, 대우 BV 113R이 출시되었고, 1984년 10월에 대우 BV113R에서 더욱 고급화된 대우 BV113Q가 출시되었으며, 1986년에 D2156HM-V에서 D2366(240마력, 11,051cc)으로 엔진이 변경되었으며, 1986년 9월 가을에 BH115H 로얄 익스프레스의 리어램프와 헤드램프 부속을 이용하여 페이스리프트되면서 1987년 9월 대우 BV113Q로 통합되었다.[1]
- 그러나 1989년 들어 BV113은 BS105와 같은 차체의 장축형 스켈레톤(골조식) 차체로 풀모델 체인지되어 BV113으로 다시 네이밍이 환원 되었고, 1990년대 초반부터는 서울시내 좌석버스에서도 이 차종을 추가로 도입한 실적도 있어, BS106 하이파워의 롱바디 사양 정도의 등급으로 격하되었다. 속도등(스피드램프)도 물론 선택사양이었다.
- 1994년 페이스 리프트된 후속모델 BH113 로얄 에이스 출시 이후에도 병행생산되다가 1995년 가을에는 전문에 둥근 모양에서 각진모양으로 바뀌였다가 1996년 1월에 최종 단종되었다.

## 같이 보기
- 현대 RB
- 아시아 AM버스